# Mascots
Mascots è un film del 2016 diretto da Christopher Guest.

## Trama
Il film racconta il mondo delle mascotte sportive.

## Distribuzione
Il film è stato distribuito su Netflix il 13 ottobre 2016.